# 比利尼夫卡
比利尼夫卡（羅馬化：Bilynivka）是烏克蘭西部捷爾諾波爾州喬爾特基夫區赫里邁利夫市鎮村莊，處於泰納河畔，分別距離萊扎尼夫卡1公里和托夫斯泰1.5公里，始建於1415年，面積48.2平方公里，2001年人口59，當中全數母語為烏克蘭語。